# Шамс Табризи
Шамс Табризи (Персијски: شمس تبریزی‎‎), или Шамсудин Мухамед (1185-1248), био је персијски муслиман који се сматра духовним вођом Мевлане Џелалудина Мухамеда Балхија, познатјег као Руми. Шамс Табризи је често помињан у Румијевом песничком опусу, нарочито у Дивану Шамса Табризија (Диван Шамс-е Табризи). Према предању, Шамс је 40 дана подучавао Румија у изолацији у Конији, а затим је побегао за Дамаск. Гробница Шамса Табризија је недавно номинована за листу Унескове светске културне баштине.

## Биографија
Шамс се образовао у Табризу и био је ученик Бабе Кемалудина Џумдија. Пре него што је упознао Румија, путовао је од места до места, а издржавао се плетући корпе и продајући опасаче. Постоје наводи да је Шамс дошао у Конију када му је било шездесет година, али су разни стручњаци оспорили те тврдње.

## Шамсов први сусрет са Румијем
Дана 15. новембра 1244. године, човек обучен у црно од главе до пете је дошао у свратиште трговаца шећером у Конији. Његово име је било Шамс Табризи. Тврдио је да је путујући трговац. Тражио је нешто што ће наћи у Конији. На крају је нашао Румија како јаше коња.
Једног дана Руми је седао крај гомиле књига и читао. Шамс Табризи га је у пролазу упитао шта то ради. Руми му је подругљиво одговорио: "Нешто што ти не можеш да разумеш." (Ово је знање које не могу да разумеју људи који нису учени.) Чувши то, Шамс је ону гомилу књига бацио у базен са водом. Руми је брже-боље спасао књиге, али на његово запрепашћење, све књиге су биле суве. Руми је упитао Шамса како је то могуће, на шта му је он одговорио: "Мевлана, ово је оно што ти не можеш да разумеш." (Ово је знање које не могу да разумеју учени људи).
У другој верзији ове приче, Шамс је пролазећи поред Румија, који је читао књигу приметио је да Руми на њега гледа као на необразованог странца. Шамс упита Румија шта то ради, на шта му овај одговара: "Нешто што ти не разумеш!" У том тренутку, књига се изненада запали те Руми упита Шамса да му објасни шта се десило. Он му је одговоирио: "Нешто што ти не разумеш."
У још једној верзији, њихов први сусрет се одиграо на следећи начин: на пијаци у Конији, Руми је окружен својим ученицима јахао улицом између тезги са памуком и продавцима шећера и поврћа. Шамс је ухватио његовог магарца за узде и безобразно поставио учитељу питање: "Ко је већи мистик, Бајазит (суфијски светац) или Мухамед?" Руми је одговорио: "Како чудно питање! Мухамед је већи од свих светаца." А зашто је онда Мухамед рекао Богу: "Нисам те познавао као што је требало.", док је Бајазит тврдио: "Нека ми је слава! Како је узвишена моја слава!" (дакле, тврдио је да има положај самог Бога), упитао је Шамс. Руми је појаснио да је Мухамед био већи од њих двојице, јер је Бајазит могао бити само потпуно испуњен једним искуством божијег благослова, па се сасавим изгубио али га је повратио Бог. Мухамедов капацитет је био неограничен и није тражио Божју пуноћу. Његова жеља је била бескрајна, и увек је желео више. Сваке секунде он је бивао ближи Богу, жалећи што је претходно био од Њега удаљен. Због тога је говорио: "Нисам те познавао као што је требало." Забележено је да је после ове размене речи Руми осетио као да се изнад његове главе отвара прозор и видео је како се дим уздиже до неба. Урликнуо је, срушио се на земљу и изгубио свест на сат времена. Шамс је након што је чуо ове одговоре схватио да се нашао лицем у лице са особом за којом је жудео, с оним кога је молио Бога да га пошаље. Када се Руми освестио, Шамс је узео његову руку и њих двојица су заједно одшетали до Румијеве школе.
После неколико година проведених са Румијем у Конији, Шамс се настанио у Хоју. Како су године пролазиле, Руми је све више своје поезије посвећивао Шамсу у знак љубави према свом пријатељу и учитељу који је отишао. У Румијевој поезији Шамс постаје водич Алахове љубави према људском роду; Шамс је био сунце (Шамс на арапском значи Сунце) које сија сунчевом светлошћу како би наводило на прави пут растерујући таму у Румијевом срцу, уму и телу на земљи. Извор Шамсових учења је било знање имама Алија ибн Аби Талиба који се назива и оцем суфизма.

## Смрт
Према савременој суфијској традицији, Шамс Табризи је мистериозно нестао: неки кажу да је убијен од стране блиских ученика Мевлане Џелалудина Румија који су били љубоморни на присно пријатељство Румија и Шамса. Ипак, постоје многи ваљани докази да је он напустио Конију и умро у Хоју где је и сахрањен. Постоји још неколико локација за које се тврди да се ту налази његов гроб, једна је у Мултану у Пакистану, а друга у удаљеном региону Каракорум у северном Пакистану, у месту које се зове Зиарат, близу села Шимшал. Румијев син у свом делу Валаднаме Маснави само помиње да је Шамс мистериозно нестао из Коније, без прецизирања детаља.
Гробница Шемса Табризија у Хоју, поред спомен куле у меморијалном парку, унета је у листу Унескове светске културне баштине.

## Дискурс Шемса Табризија
Дискурс Шамса Табризија (Макалат-е Шамс-е Табризи) је најважнија књига персијске прозе. Чини се да је ова књига написана у Шамсовим позним годинама, јер он о себи прича као о старом човеку. Дело доноси мистичку интерпретацију ислама и садржи духовне савете. Неки делови Дискурса пружају увид у Шемсова размишљања:
- Благослов је вишак, такорећи, вишак свега. Не задовољавај се тиме да будеш факих (верски учењак), реци хоћу више – више од тога да будем суфија (мистик), више од тога да будем мистик – више од сваке ствари која пред тебе дође.
- Добар човек се ни на кога не жали; он не гледа мане.
- Радост је као чиста бистра вода; гдегод да тече, расте чудесно цвеће... Туга је као црна поплава; гдегод да тече, учини да цвеће увене.
- А персијски језик, како се то десило? Са толико елеганције и доброте, такве да се значења и елеганција какве налазимо у персијском језику не могу наћи у арапском.

Шамсу се широм персијског и исламског света приписује мноштво мистичких стихова, препуних молитвеног сентимента и са снажном наклоњеношћу према имаму Алију и његовим потомцима. Неки стручњаци, као што је Габриел ван ден Берг са Универзитета у Лајдену, понекад су постављали питање да ли су сви ови стихови заиста потекли од Шамса Табризија. Ипак, касније су стручњаци указали на то да би било боље поставити питање да ли је можда више људи користило име Шамс Табризи. Ван ден Бергова сугерише да је то Румијев псеудоним. Ипак, она признаје да упркос томе што велики број песама које се приписују Шамсу садржи молитвени репертоар исмаилија из Бадахшана, велика већина тога се не може наћи у постојећим Румијевим делима. Шафик Вирани са Универзитета у Торонту примећује да тако нешто пре налазимо у "Шамсовом ружичњаку" (Голзар-е шамс) од Мулукшаха, потомка исмаилије Пира Шамса, као и у другим делима.